# 슬램댄스 영화제
슬램댄스 영화제(Slamdance Film Festival)는 매년 1월 말 미국 유타주에서 열리는 독립 영화제이다.
영화 감독 댄 머비쉬, 존 피츠제럴드, 세인 컨, 피터 백스터, 폴 라쉬만이 함께 설립했다. 선댄스 영화제에 자신의 영화를 출품했으나 선정되지 못 했음에도 좌절치 않고 그들 만의 축제를 따로 개최한 것이 슬램댄스 영화제의 시작이다.